# 市原悦子
市原 悦子（いちはら えつこ、1936年〈昭和11年〉1月24日 - 2019年〈平成31年〉1月12日、本名：塩見 悦子）は、日本の女優・声優。千葉県千葉市出身。身長160cm、夫は舞台演出家の塩見哲。

## 来歴
千葉県千葉市に銀行員の父と元教員の母の長女として生まれる。9歳で疎開先の四街道市で敗戦を迎えた。中学校2年生で千葉市末広中学校へ転校。ここで演劇クラブに入り、教師の岩上廣志から演劇の楽しさを教わる。千葉県立千葉第一高等学校に進学すると、演劇部で活動し、伊藤貞助作の『村一番の大欅』で県大会に出場して個人演技賞を受賞した。
高校卒業後、富士銀行（現在のみずほ銀行）に就職が決まっていたが演劇への思いが断ちがたく、劇団俳優座養成所に6期生として入所する。同期には近藤洋介、宮部昭夫、川口敦子、大山のぶ代、阿部百合子、阿部六郎、佐伯赫哉、山本清らがいた。
1957年に入団し、『りこうなお嫁さん』でデビュー。同年、雑誌『新劇』の新人推賞を受賞。1959年に『千鳥』で芸術祭奨励賞を受ける。1963年には新劇演劇賞、1964年にゴールデン・アロー賞新人賞に輝き、新劇女優として高い評価を受ける。
私生活では養成所同期の演出家・塩見哲と1961年に結婚（2度の流産で子どもには恵まれなかったが、おしどり夫婦として知られた）。
1971年10月に夫とともに退団し、1972年に番衆プロを設立する。1987年4月、「有限会社ワンダー・プロダクション」を設立、塩見が社長となった。
1975年に始まったテレビアニメ『まんが日本昔ばなし』では、すべての登場人物の声を常田富士男と2人のみで長年演じ続けて親しまれた。放映終了後から復活を望む声が多く、2005年にはゴールデンタイムで再放送された。同年、『赤い殺意』で強姦された強盗と恋に落ちるという主人公の主婦を演じ、17.5%と当時の放送時間帯としては高視聴率を獲得。
1983年からは『家政婦は見た!』に主演し、四半世紀以上に渡って演じ続ける当たり役となる。シリーズは好評で高視聴率を獲得し、土曜ワイド劇場を代表する作品となった。
1990年、映画『黒い雨』の演技により第13回日本アカデミー賞の最優秀助演女優賞を受賞。
2011年、福島第一原子力発電所事故に関連して「原発ゼロをめざす7.2緊急行動」呼びかけ人を務めた（他に湯川れい子・根岸季衣など）。
2012年、S状結腸腫瘍手術のため、翌2013年1月に公開予定だった映画『東京家族』をクランクイン前に降板した。代役は吉行和子が務めた。
2014年4月には53年間連れ添った夫の塩見哲と死別した。
2017年1月13日、自己免疫性脊髄炎の加療のため休業を発表。6月27日に翌年のNHK大河ドラマ『西郷どん』のナレーションでの復帰が発表されたが、11月22日、体調が優れないことを考慮して降板し西田敏行に変更された。その後、2018年3月21日放送の『おやすみ日本 眠いいね!』(NHK) で1年5ヶ月ぶりに仕事復帰（3月12日収録）。
2018年12月下旬に盲腸のため入院。手術は行わず投薬治療開始。一時復調し正月を自宅で過ごすが再び体調を崩し1月5日から再び入院。一週間後の1月12日午後1時31分、心不全のため、東京都の病院で死去。82歳だった。13日未明（12日深夜）に放送された『おやすみ日本 眠いいね!』では、虫垂炎のため都内の病院に入院していることが発表され、市原の訃報は伏せられていた。

## 受賞歴
- 1958年 新劇新人推賞（『びわ法師』）
- 1959年 第14回芸術祭賞 演劇部門 芸術祭奨励賞（俳優座『千鳥』）
- 1962年 新劇演技賞（『三文オペラ』）
- 1964年 第2回（昭和39年度）ゴールデン・アロー賞 新人賞（『ハムレット』）
- 1975年 第9回（1974年）紀伊國屋演劇賞 個人賞（『トロイアの女』）
- 1986年 都民文化栄誉賞
- 1990年 第13回日本アカデミー賞 最優秀助演女優賞 （『黒い雨』）
- 1998年 第21回日本アカデミー賞 優秀助演女優賞（『うなぎ』）
- 1999年 第6回読売演劇大賞 優秀女優賞（新国立劇場『ディア・ライアー』）
- 2002年 第28回放送文化基金賞 番組部門 個別分野 出演者賞（『長崎ぶらぶら節』）
- 2003年 第27回山路ふみ子女優賞（『蕨野行』）
- 2009年 第16回読売演劇大賞 優秀女優賞（演劇企画集団THE・ガジラ『ゆらゆら』）
- 2012年 第20回橋田賞 特別賞（『家政婦は見た!』シリーズ）

## 人物
- 中村敦夫が12期生として劇団員になった頃、6期生の彼女は既に看板スターであったという（当時の芸能界では「舞台で大役を担う役者は映画やテレビのスターよりも格上」とされていた）。しかし、いわゆる「レパートリー闘争」において集団退団した経緯があり、魅力的な演劇の為ならポジションも投げ捨てる「肝っ玉女優」であると評している[17]。
- 40年間市原のマネージャーを務めた熊野勝弘によれば、「欲のない人」。作品を気に入れば演じるし気に入らない仕事は引き受けなかった。ホームドラマは嫌いで事件モノが好きだった。一方、「映像でできるものは舞台ではやらない」と決めており、松竹から舞台版『家政婦は見た!』のオファーがあったが断ったという[18]。
- 長年共演していた野村昭子は劇団時代の先輩にあたり、自宅も近かったことから、プライベートでも交流があったという。
- ダチョウ倶楽部や電撃ネットワークで活躍したコメディアンの南部虎弾の芸名の名付け親である[19][20]。
- 2003年4月頃からは眼鏡を着用していた。
- 好きな男性のタイプについて「危険な男性」（具体的には得体のしれない感じだという）、演じてみたい役について「犯罪者」と語っていた[21]。
- 自身が住み込みの家政婦を雇ったのは2017年に自宅療養を始めた時が初めてだった[22]。
- 演出家の浅利慶太は舞台『アンドロマック』『アンチゴーヌ』に市原を起用し、「戦後新劇の生んだ最高の女優」と賞賛した[23]。
- 俳優座の先輩にあたる仲代達矢は訃報を受け、「彼女の声のすばらしさは日本の演劇界の宝でした。ただきれいというだけではなく、声の質をもって、ものを言うという才能。1500席の劇場で、マイクなしで己の声を通していく力を、彼女は先天的にもっていた。本当に素晴らしい方だった」とコメントした[24]。

## 出演

### 舞台
- りこうなお嫁さん（1957年）
- 琵琶法師（1958年）
- 血の花（1958年）
- 愛と死との戯れ（1959年）
- 千鳥（1959年）
- 生きた心を（1959年）
- 巨人伝説（1960年）
- セチュアンの善人（英語版）（1960年）
- 鈍琢亭の最期（1962年）
- 三文オペラ（1962年）
- 劉三姐（1963年）
- ものみな歌でおわる（1963年）
- ハムレット（1964年）
- 東海道四谷怪談（1964年）
- 日本の幽霊（1965年）
- 竹取物語（1965年）
- アンドロマック（1966年）
- アンチゴーヌ（英語版）（1967年）
- クルヴェット天から舞いおりる（英語版）（1967年）
- 人形の家（1968年）
- 御意のままに（英語版）（1969年）
- 自由少年（1969年）
- 棒になった男（1969年）
- しんげき忠臣蔵（1970年）
- あなた自身のためのレッスン（1970年）
- はんらん狂騒曲（1971年）
- 新家族（1971年）
- トロイアの女（1974年）
- りゅうとびわ（1975年）※声の出演
- 津軽三味線ながれ節（1976年）
- 千三家お菊（1976年）
- 夏の夜の夢（1977年）
- 菊桜（1978年）
- ちょんがれお駒（1978年）
- 近松心中物語（1979年）
- 奇跡の人（1979年）
- 元禄港歌（1980年）
- スウィーニィ・トッド フリート街の奇妙な床屋（1981年）
- ウイングス（英語版）（1982年）
- 南北恋物語 人はいとしや（1982年）
- 未亡人（1983年）
- きぬという道連れ（1985年）
- 空想家族（1989年）
- 雪やこんこん（1987年、1991年）
- その男ゾルバ（1993年）
- ゴドーを待ちながら（1994年）
- 怪しき村の旅人（1998年）
- ディア・ライアー（英語版）（1998年）
- ロード・ショー（2001年）
- 芽キャベツがほしい もう一度だけ（2001年、2003年）
- 狂風記（2004年）
- あらしのよるに（2004年）
- ヒカルヒト（2005年）
- GODIEGO 2007 TOKYO新創世紀（2007年） - 女王
- ゆらゆら（2008年）
- 紅いリンゴ（英語版）（2010年）

### テレビドラマ

#### NHK
- 松本清張シリーズ・黒の組曲 第15話「詩人と電話」（1962年、総合） - ふみ子
- 鋳型（1963年、総合）
- 連続テレビ小説（総合）
  - おはなはん（1966年 - 1967年）
- 赤ひげ（1973年、総合） - みき
- 大河ドラマ（総合）
  - 勝海舟（1974年） - お登勢
  - 秀吉（1996年） - 大政所（なか）
- 御宿かわせみ 第22話「鬼女」（1981年、総合）
- ドラマ人間模様（総合）
  - 愛を病む（1980年）
- 花へんろ（1986年、総合）
- ふたりでタンゴを（1999年、総合） - 鈴木サヨ子
- 風子のラーメン（2003年総合） - 藤島風子（連続ドラマ主演）
- 山口発地域ドラマ 朗読屋（2017年1月18日、BSP） - 小笠原玲子

#### 日本テレビ系
- 顔（1958年）
- 愛と死のかたみ（1962年）（連続ドラマ）
- オパールとサファイア（1971年）
- 鉄道100年 大いなる旅路（1972年）
- 唖侍 鬼一法眼 第21話「母子像無残」（1974年）
- 一年半待て（1976年） - 須村さと子 役
- 小児病棟 〜カネボウヒューマンスペシャル(1)〜（1980年12月3日） - 木原
- ダウンタウン物語（1981年） - 石上月世
- 母たることは地獄のごとく 炎の女・澤田美喜（1981年7月8日） - 岸田邦江
- 木曜ゴールデンドラマ（よみうりテレビ）
  - 運命の殺意 北信濃母子心中（1982年4月29日） - 堀田雅恵
  - 「帰郷」（1988年） - 中国残留孤児・王慶英（佐藤保子の娘）
- 火曜サスペンス劇場
  - 「朝まで待てない」（1983年5月3日）※声の特別出演
  - 「暮らしの中の殺意」（1984年）
  - 「妄執の女」（1984年9月25日）- 木下道代
  - 「妻の定年・私は狙われている」（1985年）
  - 「妻の生き甲斐」（1986年）
  - 「下町殺人迷路」（1986年）
  - 「切り裂き魔」（1987年）
  - 「妻たちのマネーゲーム」（1987年）
  - 「逃げる!」（1989年4月、NTV映像センター）
  - 「突然、夫に死なれて」（1990年9月）
  - 「追いかける」（1992年7月）
  - 「クラスメート」（1993年9月）
  - 「ラブレター」（1995年） - 田村直美
  - 「テレホンママ」（1997年1月）
  - 「うさぎと亀 〜桜の樹の下で〜」（2003年6月10日）
  - 「うさぎと亀 〜川の流れのように〜」（2004年6月1日）
- ニッポン親不孝物語（1985年） - 大川敏子
- DRAMA COMPLEX
  - 夏のラブ&サスペンスシリーズ 第3弾「雨やどりの恋～うさぎと亀より～」（2006年7月18日）
- 真実の手記 BC級戦犯 加藤哲太郎「私は貝になりたい」（2007年） - 加藤不二子
- 霧の火-樺太・真岡郵便局に散った9人の乙女たち-（2008年8月25日） - 中村瑞枝（現代） 役[25]

#### TBS系
- 虫は死ね（1963年）- 愛子（★単発ドラマ初主演★）
- 近鉄金曜劇場 / 目撃者（1964年）- 江口の妻
- ザ・ガードマン 第53話「雪崩」（1966年）
- 泣いてたまるか（1967年）
- ポーラテレビ小説「パンとあこがれ」（1969年） - ナレーター
- 人間の歌シリーズ冬の雲（1971年）久子
- 私は忘れたい（1972年 - 1973年）
- 事件狩り（1974年）
- 花王 愛の劇場
  - 赤い殺意（1975年）
  - 岸壁の母（1977年）（連続ドラマ主演） - 端野いせ
- いごこち満点（1976年）恵知子
- 冬の運動会（1977年） - 船久保初枝
- わが母は聖母なりき（1980年） - ふみ
- 絶唱（1981年）
- はまなすの花が咲いたら（1981年 - 1982年） - 金沢しず
- 外科医 城戸修平（1983年）
- ザ・サスペンス「高2の体験 闇からの殺意 盲導犬ベティの反則」（1982年12月） - 香取正子
- 女橋（1983年） - 佐原ちよ
- お鏡（1985年） - お鏡
- 東京卒業（1996年） - 正木萌子
- 水曜プレミア「大都会の女たち」（2004年5月） - 園田葉子
- ハンチョウ〜神南署安積班〜 第1話（2009年4月13日） - 太田トヨ
- 新参者 第1話（2010年4月18日） - 上川聡子
- 開局10周年記念ドラマ・松本清張特別企画「一年半待て」（2010年12月、BS-TBS） - 高森たき子 ※日本テレビ版（1976年）にも出演
- 月曜ドラマスペシャル→月曜ミステリー劇場→月曜ゴールデン
  - 西新宿俳句おばさん事件簿シリーズ - 主演・里宮初子 
    - 西新宿俳句おばさん事件簿1「私でない私の犯罪」（1993年4月19日）
    - 西新宿俳句おばさん事件簿2「霊園ツアーの犯罪」（1994年5月9日）
    - 西新宿俳句おばさん事件簿3「愛犬家に捧げる犯罪」（1995年6月26日）

  - バスガイド愛子シリーズ - 主演・徳丸愛子 
    - バスガイド愛子1「これが最後の恋」（1993年8月30日）
    - バスガイド愛子2「みちのくの恋」（1994年10月24日）
    - バスガイド愛子3「恋は神代の昔から」（1995年11月27日）
    - バスガイド愛子4「会津磐梯山は恋の山」（1997年5月19日）

  - 弁護士高見沢響子シリーズ - 主演・高見沢響子 
    - 弁護士高見沢響子1（1998年6月15日）
    - 弁護士高見沢響子2（1999年4月5日）
    - 弁護士高見沢響子3（2000年4月24日）
    - 弁護士高見沢響子4（2001年5月7日）
    - 弁護士高見沢響子5（2002年5月6日）
    - 弁護士高見沢響子6（2003年4月28日）
    - 弁護士高見沢響子7（2005年6月27日）
    - 弁護士高見沢響子8（2006年11月6日）
    - 弁護士高見沢響子9（2008年5月12日）
    - 弁護士高見沢響子10（2009年10月19日）
    - 弁護士高見沢響子11（2011年10月17日）
    - 弁護士高見沢響子12（2014年7月7日）

  - 楽園のライオン（2007年5月28日） - 主演・井上たつえ
  - ホームドクター・神村愛シリーズ - 主演・神村愛 
    - ホームドクター・神村愛1（2012年4月9日）
    - ホームドクター・神村愛2（2013年8月26日）

#### フジテレビ系
- 男はつらいよ（1969年） - 中村瑞枝
- 木枯し紋次郎
  - 第1シーズン 第13話「見返り峠の落日」（1972年） - お初
  - 第2シーズン 第16話「和田峠に地獄火を見た」（1973年） - さと
- ぶらり信兵衛 道場破り 第4話「かあちゃん頑張れ」（1973年）
- 追跡 第14話「幻の天使」（関西テレビ、1973年）
- 銭形平次
  - 第433話「夕映えの女」（1974年） - お妻
  - 第560話「おひさという女」（1977年） - おひさ
  - 第680話「女房の告白」（1979年） - おりん
- 同心部屋御用帳 江戸の旋風 第36話「お酉様の女」（1975年）
- がしんたれ（東海テレビ、1979年）
- 日曜恐怖シリーズ2 第8話「呪いの館」（1979年）
- 金曜女のドラマスペシャル / 母の手紙（1985年） - 静代
- ザ・ドラマチックナイト / 瑠璃の爪（1987年） - 姉・敦子
- 六つの離婚サスペンス（関西テレビ、1992年2月 - 3月） - 案内人
- 七つの離婚サスペンス（関西テレビ、1993年1月 - 2月） - 案内人
- 金曜ドラマシアター 実録犯罪シリーズ /浅虫温泉放火事件 お母さんは犯人じゃない(1993年)

- ドラマ結婚式場 花嫁介添人がゆく（関西テレビ、1994年-1996年）
- 男と女のミステリー→金曜エンタテイメント→金曜プレステージ→金曜プレミアム
  - カナリヤの唄殺人事件　裏切りを許さぬ女の情念!（1989年）
  - 街シリーズ（1989年 - 1991年） - 牛尾澄枝
  - おばさんデカ 桜乙女の事件帖シリーズ（1994年 - 2017年） - 主演・桜乙女 ※最終作が遺作テレビドラマ
  - 大丈夫です、友よ（1998年） - 中村良子
  - やがて来る日のために（2005年） - 花山美代
  - いじわるばあさん（2009年 - 2011年） - 主演・伊知割イシ
- 土曜プレミアム
  - 「裸の大将 火の国・熊本篇〜女心が噴火するので〜」（2009年） - 赤星頑子

#### テレビ朝日系
- お気に召すまま（1962年）第6話「新婚旅行」
- 氷点（1966年） - 藤尾辰子
- 頑張れ!かあちゃん（1969年、東映） - 尾形加代 （★連続ドラマ初主演★）
- お待ちどおさま（1971年）
- 非情のライセンス
  - 第1シリーズ 第9話「兇悪の道」（1973年）
  - 第1シリーズ 第27話「兇悪な愛の終り」（1973年） - 岡村千恵
  - 第2シリーズ 第2話「兇悪の傷痕」（1974年） - 石川伸子
  - 第2シリーズ 第67話「兇悪のプライバシー」（1976年） - 富山啓子
- 右門捕物帖（東映）第15話「殺しの株札」（1974年）
- 必殺シリーズ（朝日放送→朝日放送テレビ制作）
  - 必殺仕置屋稼業 第25話「一筆啓上不倫が見えた」（1975年） - 志乃
  - 必殺仕業人 第15話「あんたこの連れ合いどう思う」（1976年） - おふく
  - 翔べ! 必殺うらごろし（1978年 - 1979年） - おばさん
  - 必殺仕事人2012（2012年）以降の作品 - ナレーション[注 1]
- 土曜ワイド劇場
  - 時間よ、とまれ（田舎刑事）（1977年） - サリイ
  - 戦後最大の誘拐 吉展ちゃん事件（1979年）
  - 松本清張の熱い空気（1983年） - 主演・河野信子
  - 家政婦は見た!シリーズ（1984年 - 2008年） - 主演・石崎秋子
  - 嫉妬 東京土・日妻vs仙台月～金妻 涼しい名前の女（1986年） - 杏子
  - キャットショー連続殺人（1987年）
- 達磨大助事件帳 第4話「待っていた女」（1977年） - おふさ
- 若さま侍捕物帳（1978年）
- 吉宗評判記 暴れん坊将軍 第66話「だるまが笑った上州路」（1978年） - おくめ
- 東京メグレ警視シリーズ（1978年、朝日放送）
- 木曜ドラマ 乳房よ眠れ (1984年)
- 特命刑事ザ・コップ（1985年、朝日放送） - ナレーション
- 月曜ワイド劇場「酔いどれカラオケ女医者」
- 傑作時代劇「かあちゃん 男女六人、一軒長屋の肝っ玉母賛歌」（東映、1987年7月9日）
- はぐれ刑事純情派（1989年） - 小池朝子
- 火曜スーパーワイド→火曜ミステリー劇場 / 市原悦子の七つの顔の女シリーズ（1989年 - 1990年） - 主演・宇津木悠子
- スペインロマンチック熟年旅行 見つめあう人生!妻は夫に何を見たか!?（1989年10月17日） - 菊地千恵
- 外科病棟女医の事件ファイル（1991年） - 大門潔
- 長崎ぶらぶら節（2001年） - 愛八
- 点と線（2007年） - 桑山ハツ
- 新・京都迷宮案内5（2008年3月6日） - 糸川春子
- 告発〜国選弁護人（2011年） - 石川松子
- 刑事110キロ（2013年） - 三宅悠里子
- 松本清張 黒い福音〜国際線スチュワーデス殺人事件〜（2014年） - 関田ハナ
- 宮本武蔵（2014年3月15日・16日） - ナレーション
- 山田太一ドラマスペシャル「五年目のひとり」（2016年11月19日） - 花宮京子 [26]

#### テレビ東京系
- 黄落（1997年）
- 赤い月（2004年） - 森田美咲
- 水曜女と愛とミステリー→水曜ミステリー9
  - 「犯罪交渉人ゆり子」→「新・犯罪交渉人百合子」（2001年 - 2004年・2013年） - 野々村ゆり子

### 映画
- 雪国（1957年） - 芸者・勘平
- 女殺し油地獄（1957年） - 女中・お梅
- 夕凪（1957年） - お妙
- 駅前旅館（1958年） - 女学生
- 眠狂四郎無頼控 魔剣地獄（1958年） - お信
- 男性飼育法（1959年） - こと
- 貸間あり（1959年） - 高山教子
- 若い素顔（1959年） - 樋川女史
- 暗夜行路（1959年） - お由
- 僕は独身社員（1960年） - かおり
- 珍品堂主人（1960年） - 明子
- サラリーガール読本 お転婆社員（1960年） - 部長秘書・春江
- 夜の流れ（1960年） - 紅子
- 大空の野郎ども（1960年） - 女袷Ｂ
- 「青衣の人」より 離愁（1960年） - すげ
- 笛吹川（1960年） - 黒駒の嫁
- 猫と鰹節（1961年） - 愛子
- 別れて生きるときも（1961年） - マネキンガール・ベアちやん
- 喜劇 にっぽんのお婆あちゃん（1962年） - 新米寮母・青木
- 霧子の運命（1962年） - 玉枝
- 青べか物語（1962年） - あさ子
- 夢で逢いましょ（1962年） - 小宮清子
- 乳房を抱く娘たち（1962年） - バスの車掌
- ぶらりぶらぶら物語（1962年） - 女房
- あの橋の畔で 完結篇（1963年） - 隣の奥さん
- 鏡の中の裸像（1963年） - しづ子の姉
- 日本脱出（1964年） - フジ子
- われ一粒の麦なれど（1964年） - ある母
- 甘い汗（1964年） - 佐和子
- 万事お金（1964年） - まる子
- 五瓣の椿（1964年） - おつる
- にっぽん泥棒物語（1965年） - 桃子
- 霧の旗（1965年） - 信子
- 悪名桜（1966年） - 菊枝
- 他人の顔（1966年） - ヨーヨーの娘
- 三匹の狸（1966年） - 谷弘子
- 一万三千人の容疑者（1966年） - 荒川千代
- 喜劇 仰げば尊し（1966年） - 小松加代
- 上意討ち 拝領妻始末（1967年） - きく
- 女と味噌汁（1968年） - 犬山一代
- 燃えつきた地図（1968年） - 女（依頼人）
- 忘れるものか（1968年） - ルミ
- 恋にめざめる頃（1969年） - 雪子
- 風林火山（1969年） - 諏訪岩根
- 富士山頂（1970年） - 茂子
- たぬき坊主（1970年） - 妻おるい
- 刑事物語 兄弟の掟（1971年） - 岩淵あき子
- 黒の斜面（1971年） - 川上妙子
- 喜劇 女売出します（1972年） - 竜子
- あゝ声なき友（1972年） - 町よしの
- 木枯し紋次郎 関わりござんせん（1972年） - お光
- 無宿人御子神の丈吉 川風に過去は流れた（1972年） - お加代
- 女医の愛欲日記（1973年）※特別出演
- 喜劇 黄綬褒賞(おうじゅほうしょう)（1973年） - 山崎千恵
- 喜劇 男の腕だめし（1974年） - 小原トミ
- 遺書 白い少女（1976年） - 中原美加
- 金閣寺（1976年） - 溝口の母
- 青春の殺人者（1976年） - 斉木順の母
- やくざ戦争 日本の首領（1977年） - 辰巳キヨ
- 八つ墓村（1977年） - 多治見小竹
- はだしのゲン 涙の爆発（1977年） - 林キヨ
- さくらんぼ坊や2 模倣と自立（1980年） - ナレーション
- さらば、わが友 実録大物死刑囚たち（1980年） - 竹内良子
- ブリキの勲章（1981年）
- 幸福（1981年） - 車崎るい[27]
- さくらんぼ坊や4 4歳と仲間（1982年） - ナレーション
- ふるさと（1983年） - ナレーション
- 序の舞（1984年） - ナレーション
- 西遊記（1988年） - 羅刹女 声役
- 高瀬舟（1988年） - ナレーション
- 黒い雨（1989年） - 閑間シゲ子
- 人間の砂漠（1990年） - 緒方恭子
- 一杯のかけそば（1992年） - ナレーション
- うなぎ（1997年） - 服部フミエ
- 11'09''01/セプテンバー11（2003年）
- 蕨野行（2003年） - レン 役（初主演）
- バルトの楽園（2006年） - すゑ 役
- 筆子・その愛 -天使のピアノ-（2007年） - ナレーション
- 立入禁止区域・双葉 ～されど、我が故郷～（2012年） - ナレーション
- あん（2015年） - 佳子
- しゃぼん玉（2017年） - スマ  ※遺作映画
- 翔んで埼玉（2019年） - 市原悦子  ※写真のみ、カメオ出演

### テレビアニメ
- まんが日本昔ばなし（1975年 - 1994年、毎日放送） - 語り、登場人物の大半
- ミヨリの森（2007年、フジテレビ） - おばあちゃん

### 劇場アニメ
- サイボーグ009 怪獣戦争（1967年） - ヘレナ 役[28]
- 太陽の王子 ホルスの大冒険（1968年） - ヒルダ 役[29]
- ちびっ子レミと名犬カピ（1970年） - バルブラン 役
- ごんぎつね（1985年） - 母ぎつね 役
- エンジェルがとんだ日（1996年） - ヒサコ 役
- あらしのよるに（2005年） - メイのおばあちゃん 役
- 明日の希望 悲しみよありがとう・高江常男物語（2013年） - ナレーション
- 君の名は。（2016年） - 宮水一葉 役[30]

### 吹き替え
- 子鹿物語（ジェーン・ワイマン、NHK総合）
- 道（ジュリエッタ・マシーナ、NHK総合）
- 絆　(ノンナ・モルジュコーワ、NHK総合)
- 未亡人　(レア・マッサリ、NHK総合)
- ベンジー（メアリー（パツィ・ギャレット）、NHK総合）

### ラジオ
- 吼えろ!（1962年、朝日放送） - 場内アナウンス 役
- 明日への伝言板（北九州市人権啓発センター、2005年 - 2007年、月曜日担当）
- 大沢悠里のゆうゆうワイド「市原悦子 暮らし百景」（2014年 - 2016年、TBSラジオ、月曜日）
- テリー伊藤 のってけラジオ（ニッポン放送、ゲスト）
- TOYOTA DRIVING TALK（ニッポン放送、ゲスト）
- 朗読 モンゴメリ「赤毛のアン」（2014年1月 - 3月、NHKラジオ第2）
- 青春アドベンチャー「フラワー・ライフ」（2015年6月29日 - 7月10日、NHK-FM）

### バラエティ
- 徹子の部屋（テレビ朝日）
- 女ひとり旅（テレビ朝日）
- 朝だ!生です 旅サラダ（朝日放送テレビ）
- 笑っていいとも!・テレフォンショッキング（フジテレビ）
- ライオンのごきげんよう（フジテレビ）
- BISTRO SMAP（フジテレビ）
- さんまのまんま（関西テレビ）
- はなまるマーケット・はなまるカフェ（TBS）
- 金曜エンタテイメント 市原悦子の“アマゾンふたたび”なんだこりゃ探険紀行（2001年12月7日、フジテレビ）
- おもいッきりイイ!!テレビ（日本テレビ）
- 遠くへ行きたい（よみうりテレビ）
- 市原悦子・佐井村を行く 〜仁愛の医師 三上剛太郎を訪ねて〜（旅チャンネル）
- サワコの朝（毎日放送/TBS）
- スタジオパークからこんにちは（NHK総合）
- あさイチ プレミアムトーク（NHK総合）
- 鶴瓶の家族に乾杯（NHK総合） - 北海道厚沢部町

### ナレーション
- ドラマ30 風たちの遺言 (CBC)
- SMAP×SMAP（フジテレビ）
- 世界ふれあい街歩き (NHK総合)
- 課外授業 ようこそ先輩 (NHK総合)
- うたもよう〜こころの叙情歌（BS日テレ）
- はなまるマーケット (TBS)
- おやすみ日本 眠いいね!「日本眠いい昔ばなし」(NHK総合)[31]
- おやすみ日本ぷち (NHK総合)

### CM
- 日本蒸留酒組合（ホワイトリカー、1968年）
- 岩谷産業（マルヰプロパン、1978年）ナレーション
- オリエンタルカレー（生乃カレー）ナレーション（母親役）
- 味の素（ハイミー、1980年）
- 小林製薬（アンメルツーヨコヨコ・アンメルシン、1981年 - 1997年）
- 公共広告機構（現：ACジャパン）（1982年 - 1986年） ※日本昔ばなしとのコラボ
- 大正製薬（ナロン錠）
- 旭松食品（1977年 - 1984年）
- 名物かまど ※日本昔ばなしとのコラボ
- KFCケンタッキーフライドチキン（1985年）
- 東京電力（1986年）
- 登別温泉 第一滝本館（1987年）ナレーション
- 白元[32]（パラゾール、1988年）[33]
- メタボリックダイエットセンター（減肥杜仲茶）
- ダイドードリンコ（燕龍茶、1998年）
- 全国特別女子楽園支援活動倶楽部
- トヨタ・デュエット（1998年 - 2002年）
- 東洋水産（ホットヌードル）
- BRO（2002年）ナレーション
- 森永製菓（ハイチュウ）ナレーション
- ヤマダイ（手緒里うどん、2005年 - ）ナレーション
- サントリー（百年茶、2007年）
- 東京御廊（2011年）
- イオン「トップバリュ」「レディミール」（2012年 - ） - ナレーション
- 花王「暮らし百景」（新聞連載） ※2014年にラジオ番組化
- ソフトバンクモバイル「白戸家 岡山篇」（2015年）[34]

### その他
- 旭松食品提供 天気予報（朝日放送・関西テレビでの放送、1980年代前半）
- 「家政婦は見た!Woooも見た!」 - 日立コンシューマエレクトロニクスの特別ホームページ内にて2010年4月27日より期間限定で公開。
- 市原悦子のむかし語り （CD-ROMソフト）
- 市原悦子の琉球昔ばなし （DVDソフト）

## 著書
- 市原悦子の大アマゾン紀行 ブラジル5000kmの旅（1997年11月、フジテレビ出版、ISBN 978-4-594-02339-3）
- ひとりごと（2000年12月、春秋社、ISBN 978-4-393-43614-1）
  - ひとりごと〈新装版〉（2017年7月、春秋社、ISBN 978-4-393-43648-6）
- やまんば　女優市原悦子43人と語る（2013年9月、春秋社、ISBN 978-4-393-43644-8）
- 白髪のうた（2017年7月、春秋社、ISBN 978-4-393-43649-3）

## ディスコグラフィー
- ねねしな灯台（TBS系テレビ愛の劇場『わが母は聖母なりき』主題歌）
- 母さんは青い空（『お待ちどおさま』主題歌）
- きっと倖せ（木曜ドラマ『家政婦は見た!』主題歌）
- 見返り美人（木曜ドラマ『家政婦は見た!』挿入歌）